# I Cannot Reach You
 (août 2024).
I Cannot Reach You (君には届かない, Kimi ni wa Todokanai, « Je ne puis t'atteindre ») est un manga sentimental yaoi de Mika, publié depuis 2019 au Japon. Le manga est d'abord prépublié dans le magazine Gene Pixiv à partir de 2018. En 2023, une adaptation en drama est diffusée sur la TBS, ainsi qu'un Drama-CD et des light novels. Le manga a été traduit dans plusieurs langues étrangères, et à partir de mai 2024 en France.

## Synopsis
Au collège municipal d'Asagaoka, Kakeru Ashiya est ami d'enfance avec Yamato Oohara, dont il est aussi le seul ami. Par peur de briser leur relation, Yamato n'arrive pas vraiment à déclarer ses sentiments à Kakeru, qui essaie de se persuader qu'il s'invente des scénarios irréalistes. Cela engendre des quiproquos dans leur relation.

## Personnages

### Personnages principaux
- Kakeru Ashiya (あしや かける, Ashiya Kakeru) : élève cancre, maladroit et quelconque, de nature joviale et naïve.
- Yamato Oohara (おおはら やまと, Ōhara Yamato) : élève brillant, classe et populaire auprès des filles, bien qu'il soit froid et taciturne.

### Personnages secondaires
- Mikoto Oohara (おおはら みこと, Ōhara Mikoto) : sœur de Yamato, elle connaît ses sentiment pour Kakeru.
- Kosuke Fujino (ふじの こうすけ, Fujino Kōsuke) : ami et camarade de Kakeru.
- Yokouchi (よこうち, Yoko-uchi) : ami et camarade de Kakeru.
- Akane (あかね) : amie d'une amie de Kosuke, avec laquelle Kakeru se lie d'amitié durant une après-midi rencontres, attisant la jalousie de Yamato.

## Manga

### Publication
La série est prépubliée par la maison d'édition Kadokawa Shoten, dans leur magazine Gene Pixiv, depuis 2018. La série atteint la 4e place au classement de 2019 sur Pixiv, et la première place dans la catégorie boy's love. En août 2024, I Cannot Reach You compte huit volumes en langue originale.
Une traduction anglaise, réalisée par Jan Cash et Alexis Eckerman, est publiée par Yen Press depuis 2021.
Une traduction allemande, réalisée par Nana Umino, est publiée sous le titre Ich kann dich nicht erreichen par Manga Cult depuis août 2022.
Une traduction française du premier volume, réalisée par Aline Kukor, est publiée par la maison d'édition Kana en mai 2024, dans la collection Shojo Kana.

### Liste des volumes français
1. I Cannot Reach You, Bruxelles, Kana, 17 mai 2024, 156 p. (ISBN 978-2-505-12340-8) ;
2. I Cannot Reach You, Bruxelles, Kana, 5 juillet 2024, 180 p. (ISBN 978-2-505-12341-5) ;
3. I Cannot Reach You, Bruxelles, Kana, 19 août 2024, 180 p. (ISBN 978-2-505-12342-2) ;
4. I Cannot Reach You, Bruxelles, Kana, 15 novembre 2024, 188 p. (ISBN 978-2-505-12343-9) ;
5. I Cannot Reach You, Bruxelles, Kana, 7 février 2025, 188 p. (ISBN 978-2-505-12344-6) ;
6. I Cannot Reach You, Bruxelles, Kana, 2 mai 2025, 188 p. (ISBN 978-2-505-12345-3) ;
7. I Cannot Reach You, Bruxelles, Kana, 22 août 2025, 188 p. (ISBN 978-2-505-13330-8)[n 1] ;
8. I Cannot Reach You, Bruxelles, Kana, 7 novembre 2025, 180 p. (ISBN 978-2-505-13331-5)[n 2].

## Adaptations

### Dramajaponais
Entre septembre et novembre 2023, une adaptation en drama est diffusée sur la TBS, avec Kentaro Maeda dans le rôle de Yamato Oohara et Haru Kashiwagi dans celui de Kakeru Ashiya. La série est disponible au streaming en version originale sous-titrée sur Netflix (mais pas en France) et en VOSTFR sur Rakuten Viki.

## Réception
Si le traitement de la romance n'est « pas particulièrement novateur », Léonard Fougère reconnaît que les thèmes abordés, telle que la pression d'avoir une petite-amie, donnent à lire « une tranche de vie introspective et élégante sur fond d’éveil à l’homosexualité ».